# Galerucini
Galerucini (лат.) — триба жуков из семейства листоедов, из подсемейства козявок.

## Классификация
Включает 1013 видов в 123 родах в пяти секциях.
- Acalymma Barber, 1947
- Arima Chapuis 1875
- †Calomicroides Nadein 2015
- Cydippa Chapuis, 1875
- Diorhabda Weise, 1883
- Galeruca Geoffroy, 1762
- Galerucella Crotch, 1873
- Hoplostines Blackburn, 1890
- Lochmaea Weise, 1883
- Menippus Clark, 1864
- Momaea Baly, 1865
- Nototrichaspis Hincks, 1949
- Polysastra Shute, 1983
- Poneridia Weise, 1908
- Pyrrhalta Joannis, 1866
  - Pyrrhalta viburni (Paykull, 1799)
- Rupilia Clark, 1864
- Sastra Baly, 1865
- Theone Gistel, 1857
- Trirhabda LeConte, 1865
- Xanthogaleruca Laboissiere, 1922